# 保羅·紐曼
保羅·莱纳德·紐曼（英語：Paul Leonard Newman，1925年1月26日—2008年9月26日），生于美国俄亥俄州，犹太人，奥斯卡影帝之一，紐曼是奧斯卡最佳男主角得主亦獲奧斯卡和美國演員工會獎終身成就獎頭銜，他先後4奪金球獎，並曾獨取歐洲三大影展最佳男主角獎。
保羅·紐曼與喬安娜·華德這對好萊塢的銀色夫妻兩人都曾得過奧斯卡影帝和影后的殊榮，他們也是繼勞倫斯·奧立佛與費雯·麗之後，美國影壇上第二對影帝影后夫妻檔。除了在演藝事業上獲得奧斯卡的肯定之外，保羅·紐曼與喬安娜·華德這對鶼鰈情深的伉儷，兩人自結婚至終老都廝守在一起，這在好萊塢亦成為一段令人稱羨的愛情佳話。

## 生平
紐曼出生在美國俄亥俄州谢克海茨，父親Arthur Sigmund Newman是猶太人，經營一家體育用品店。母親Theresa有斯洛伐克血統，是基督教科學派實踐者。第二次世界大戰期間紐曼服役于海軍，因色盲問題無法成為海軍飛行員，改派在南太平洋負責通信。退役後獲得体育奖学金，就讀於俄亥俄州的凱尼恩學院（Kenyon College）唸英文學士，後來前往耶魯大學學習戲劇，但時間不長，因兩位女兒出生而改專心在演藝事業。

### 事業
1952年，保罗與演员公司（Actors' Studio）簽約，1953年首次在百老汇亮相，在舞台剧《野餐》（Picnic）中，出演艾伦·西摩（Alan Seymour）一角。1955年演出《拳擊者》。1968年，紐曼執導電影《瑞秋，瑞秋》（Rachel, Rachel），女主角為妻子喬安娜·華德（Joanne Woodward），而她亦因此次演出入圍奧斯卡最佳女主角獎。
1970年代，紐曼的生活重心逐漸移往賽車，更於1977年成為職業賽車手，1983年與另一位車手Hass成立Newman/Haas車隊，參加CART與NASCAR等多種賽車。
1985年，在《金錢本色》中飾演一位利用高超斯诺克球技詐賭騙錢的浪子，更憑此角色贏得奥斯卡最佳男主角奖。1989年，因《大智若愚》而第9次获得了奥斯卡奖的提名。

### 個人生活
1978年，與前妻Jacqueline Witte生的兒子史考特（Scott）因過度飲酒而不幸去世，紐曼成立了史考特·紐曼中心（Scott Newman Center）來幫助道友戒毒。1988年，紐曼在康涅狄格州設立兒童癌症治療中心。
他還在1982年創立一家名為「Newman's Own」食品公司，個人所持股獲利金額，通通捐獻給慈善機構；至2007年5月為止，保羅·紐曼捐出給社會善款，多達2億2千萬美金。
保羅·紐曼在2008年9月26日因肺癌去世，終年83歲。

## 主要作品
- 1954年：《聖杯》
- 1956年：《回頭是岸》（Somebody Up There Likes Me）
- 1956年：《叛諜》（泣殘紅，The Rack）
- 1957年：《征人怒婦》（Until They Sail）
- 1958年：《朱門巧婦》
  - 提名奧斯卡最佳男主角獎
  - 提名英國電影學院獎最佳男主角
- 1958年：《左手神槍》（The Left Handed Gun）
- 1958年：《歡喜乾坤》/《夏日春情》（漫長的炎夏）
- 1959年：《文君怨》（The Young Philadelphians）
- 1960年：《露台春潮》（From the Terrace）
- 1960年：《出埃及記》/《戰國英雄》（Exodus）
- 1961年：《巴黎狂熱》（Paris Blues）
- 1961年：《江湖浪子》（The Hustler）
  - 英國電影學院獎最佳男主角
  - 提名奧斯卡最佳男主角獎
  - 提名金球獎最佳戲劇類電影男主角
- 1962年：《春濃滿樓情癡狂》（濃愛癡情，Sweet Bird of Youth）
  - 提名金球獎最佳戲劇類電影男主角
- 1962年：《海明威的一個年輕男子的冒險》
  - 提名金球獎最佳電影男配角
- 1963年：《新戀愛經》（A New Kind of Love）
- 1963年：《大獎》（The Prize，1963年）
- 1963年：《原野鐵漢》（Hud）
- 1964年：《父子恩仇錄》
  - 提名奧斯卡最佳男主角獎
  - 提名金球獎最佳戲劇類電影男主角
  - 提名英國電影學院獎最佳男主角
- 1964年：《傻女十八嫁》（What a Way to Go!）
- 1964年：《暴行》（The Outrage）
- 1965年：《蘭黛夫人》（Lady L）
- 1966年：《衝出鐵幕》（Torn Curtain）
- 1966年：《地獄先鋒》（Harper）
- 1967年：《黑獄喋血》/《逃獄金剛》（Cool Hand Luke）
  - 提名奧斯卡最佳男主角獎
  - 提名金球獎最佳戲劇類電影男主角
- 1967年：《野狼》（Hombre）
- 1968年：《弗里格的秘密戰爭》（The Secret War of Harry Frigg）
- 1969年：《虎豹小霸王》
  - 提名英國電影學院獎最佳男主角
- 1969年：《獲勝》（Winning）
- 1971年：《永不讓步》（Sometimes a Great Notion）
- 1973年：《老千計狀元才》
- 1974年：
- 1977年：《西塞英雄譜》（《水牛比爾和印地安人》Buffalo Bill and the Indians or Sitting Bulls History Lesson）
- 1977年：《火爆群龍》/《粗口爛仔打茅波》（Slap Shot）
- 1978年：《五重奏》（Quintet）
- 1980年：《大震撼》（When Time Ran Out）
- 1981年：《惡意的缺席》/《疑犯》
  - 提名奧斯卡最佳男主角獎
- 1982年：《大審判》/《裁決》（The Verdict）
  - 提名奧斯卡最佳男主角獎
  - 提名金球獎最佳戲劇類電影男主角
- 1984年：《父子情深》（Harry and Son）
- 1986年：《金錢本色》
  - 奧斯卡最佳男主角獎
  - 提名金球獎最佳戲劇類電影男主角
- 1989年：《愛的大風暴》（Blaze）
- 1990年：《末路英雄半世情》（Mr. and Mrs. Bridge）
- 1990年：《肥佬大作戰》/《原子彈的秘密》（Fat Man and Little Boy）
- 1994年：《影子大亨》（The Hudsucker Proxy）
- 1994年：《大智若愚》（Nobody's Fool）
  - 提名奧斯卡最佳男主角獎
  - 提名金球獎最佳戲劇類電影男主角
  - 提名美國演員工會獎最佳男主角
- 1999年：《瓶中信》/《一樽濃情》（Message in a Bottle）
- 2000年：《神偷大話王》（Where the Money Is）
- 2002年：《非法正義》（Road to Perdition）
  - 提名奧斯卡最佳男配角獎
  - 提名金球獎最佳電影男配角
  - 提名英國電影學院獎最佳男配角
- 2003年：《小鎮》（Our Town）
- 2005年：《帝國的崩塌》（Empire Falls）
- 2006年：《赛车总动员》
- 2008年：《狐蒙》（The Meerkats）